# Lebende Brücke

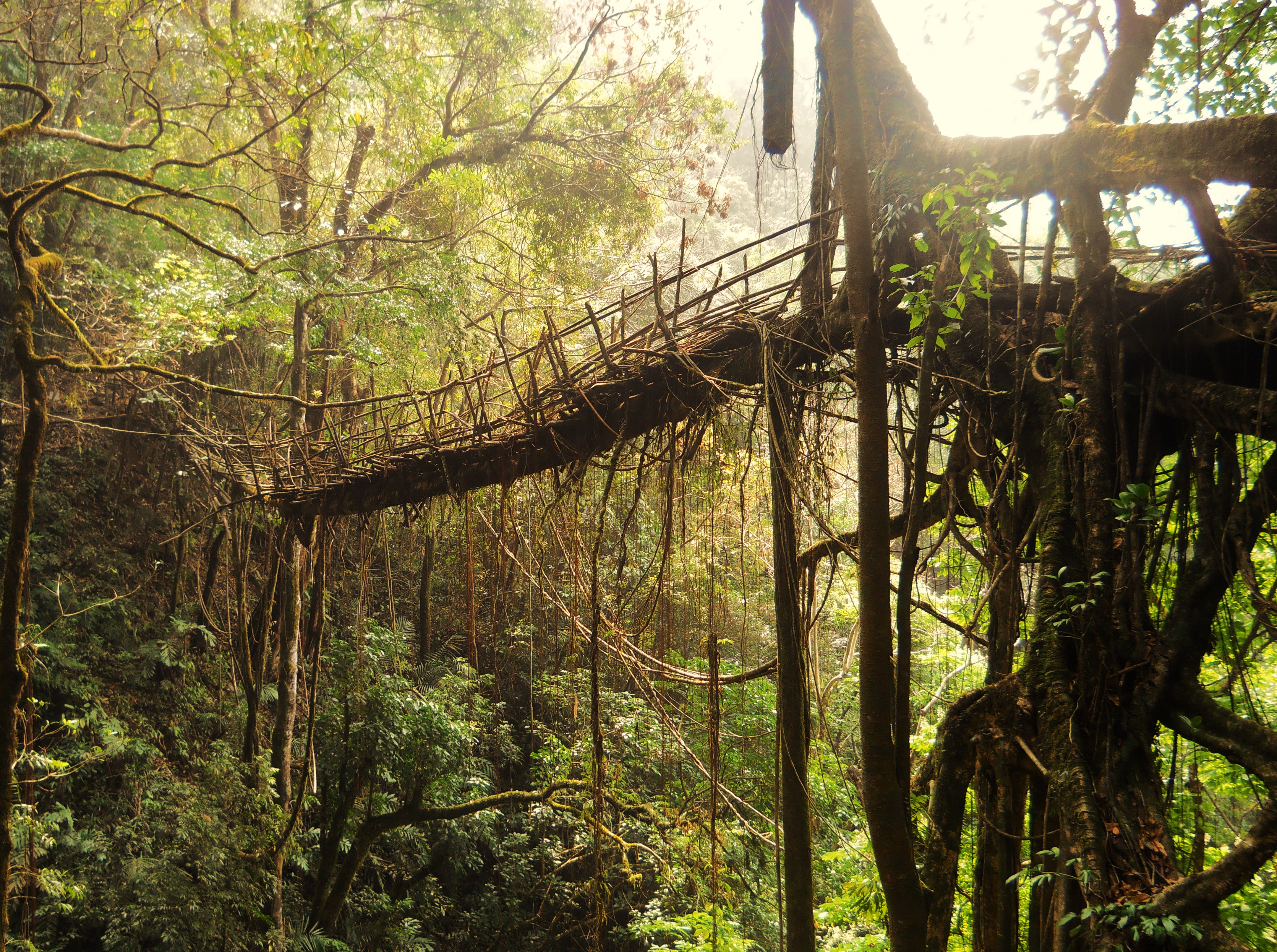
Mit 52 Metern die längste lebende Brücke weltweit (bei Rangthylliang, östliche Khasi-Berge, nordostindischer Bundesstaat Meghalaya, 1999)

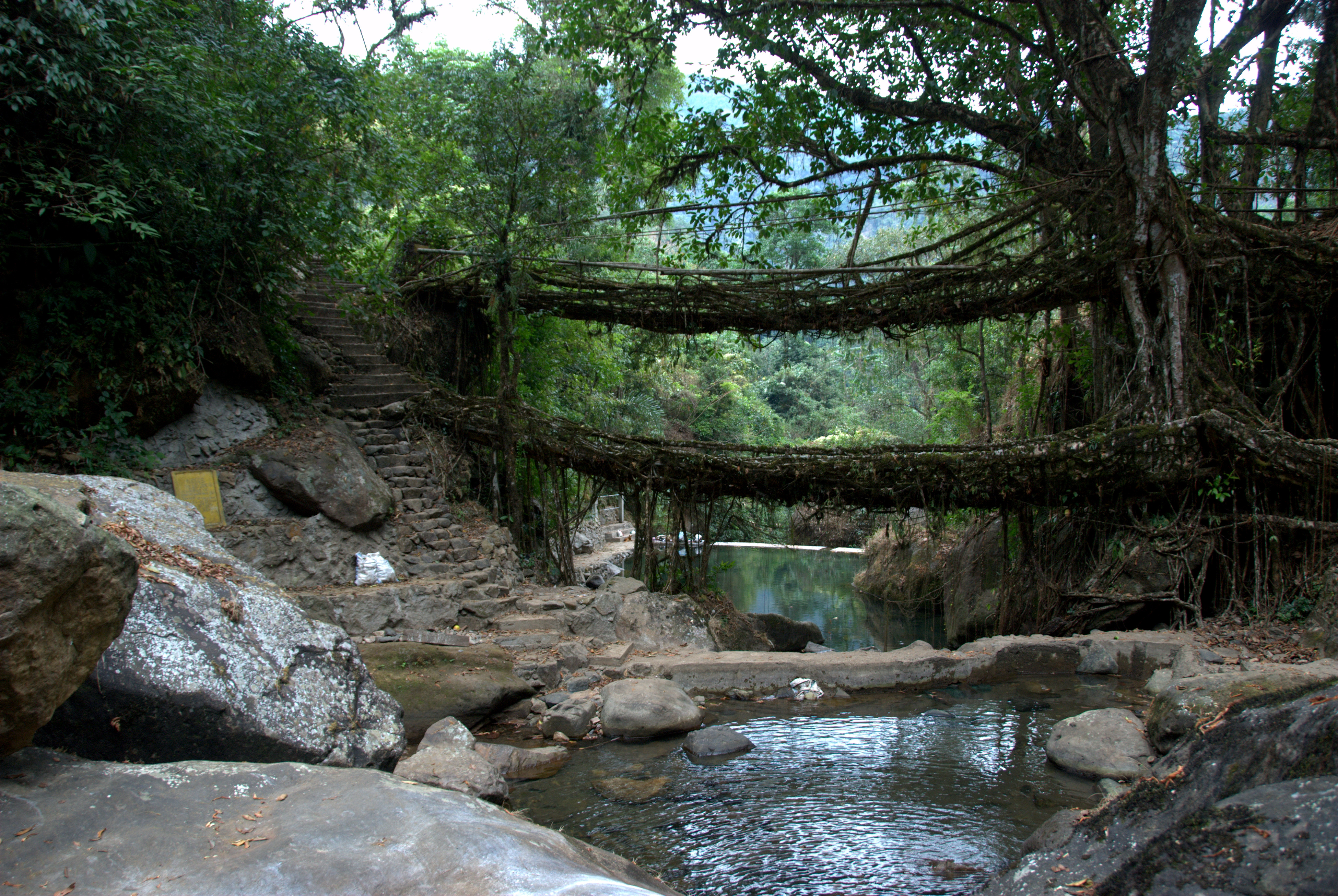
Doppelstöckige Wurzelbrücke im regenreichsten Gebiet der Welt (bei Nongriat, südliche Khasi-Berge, Meghalaya, 2011)

Eine lebende Brücke ist eine Brücke, die aus lebenden Pflanzen oder Pflanzenteilen als tragenden Elementen gebildet wird. Lebende Bauwerke werden erforscht von der Baubotanik, einem Teilgebiet des Bauwesens. Lebende Brücken können entweder natürlichen oder künstlichen Ursprungs sein; das Brückenbaumaterial können Wurzeln, Ranken oder Lianen bilden. Ähnlich zu lebenden Zäunen (Hecken) ist das Material vor Verrottung sicher, solange es lebt. Beispiele für lebende Brücken finden sich unter anderem in Nordostindien und Japan.

## Formen
Ein Gummibaum wird 30 bis 40 Meter hoch. Diese Länge erreichen auch seine Luftwurzeln sehr schnell, so dass die Brückenkonstruktion schnell Fortschritte macht. Das Dickenwachstum der Luftwurzeln setzt erst ein, wenn sie auch im Boden wurzeln können. Beim Anwachsen verkürzen sie sich und bilden Zugholz. Durch das Verkürzen werden die von den Erbauenden immer wieder miteinander verschlungenen Wurzeln aufeinander gepresst. So bilden sich Verwachsungen an den Druckstellen. Diese sorgen für zusätzliche Stabilität.
Lebende Brücken werden über Generationen sorgfältig gepflegt. Die längste Brücke, die Forscher der TU München vermessen haben, hatte eine Länge von fast 53 Metern. Dort steht der Mutterbaum allerdings in der Mitte und seine Luftwurzeln werden auf beide Seiten weggeführt. Meist überspannen lebende Brücken nur Distanzen von bis zu 20 Metern. Die Qualität der Brücken und somit die Konstruktionsdauer unterscheiden sich erheblich. An manchen kann sich nur bei Überflutungen auf die andere Seite gehangelt werden. Andere Brücken verfügen über aufwendig konstruierte Handläufe.
Lebende Brücken sind für die Bewohner armer Gegenden ohne Zugang zu teurem Baumaterial die beste Möglichkeit, dauerhafte Brücken zu erstellen. Sie haben gegenüber herkömmlichen Holzbrücken im dortigen Klima den Vorteil, dass sie nicht verrotten. Mit der Zeit führt weiteres Wurzelwachstum zum Aufbau einer haltbaren, widerstandsfähigen Brücke, die mit weiteren Holz-, Stein- und Erdmaterialien ergänzt und stabilisiert wird. Die Gummibäume wurden und werden vorausschauend an geeigneten Stellen gepflanzt und gepflegt. Eine lebende Brücke kann Jahrhunderte überdauern, sofern sie regelmäßig in Stand gehalten und nachgebessert wird.
Auch aus den Wurzeln des Banyan-Baumes (Ficus benghalensis) werden Brücken konstruiert, beispielsweise die Umnnoi-Brücke beim Dorf Laitkynsew im nordostindischen Bundesstaat Meghalaya.
Ein Stamm des indigenen Volks der Khasi in der regenreichsten Region der Welt um den Ort Cherrapunji herum in Meghalaya baut und pflegt an geeigneten Stellen Brücken aus den Luftwurzeln des Gummibaums (Ficus elastica). Weil die halbjährige Regenzeit von heftigen Stürmen begleitet wird und zudem häufiger Erdbeben vorkommen, eignen sich in den Khasi-Bergen nur flexible Bauwerke, um kleine Gebirgsschluchten und Täler zu überqueren. Das viele Wasser lässt die Bergbäche und -flüsse zeitweise stark anschwellen. Die Khasi haben seit über 1000 Jahren Techniken entwickelt, um die Luftwurzeln von älteren Gummibäumen zu lenken und an ausgehöhlten Stämmen der Betelnusspalme entlang in Richtung der gegenüberliegenden Seite wachsen zu lassen.  Meist wird die Brücke aus zwei bis drei Hauptsträngen gebildet. Wenn die Wurzeln ihren Zielort erreicht haben, werden die Trägerstämme entfernt und die Wurzeln verwachsen im Boden.

## Tierwelt
Wanderameisen bilden durch Aneinanderreihung und Verkettung ihrer Körper kurzzeitige Brücken zur Überwindung von Zwischenräumen wie Rinnsalen oder kleinen Bächen oder zwischen Steinen oder Ästchen.